# Bogia Harbour
Bogia Harbour (in der deutschen Kolonialzeit Prinz Albrechthafen genannt) ist eine Bucht an der Nordostküste Neuguineas in der Provinz Madang von Papua-Neuguinea. Sie ist damit Teil der Bismarcksee.
Die Bucht wird durch einen Einschnitt in das Kernland Papuas gebildet. Im Inneren der Bucht trennt eine kleine Landzunge die Bucht in zwei separate kleinere Buchten. Bogia Harbour ist nur etwa 3 km breit und reicht etwa 1,5 km tief ins Land hinein. Die namensgebende Siedlung Bogia liegt an der Küste der Bucht.
Ab 1899 war die Gegend um die Bucht Teil der deutschen Kolonie Neuguinea. Sie kam 1920 unter australische Mandatsverwaltung. Während des Zweiten Weltkriegs besetzte die japanische Armee Papua. 1975 wurde sie Teil des unabhängigen Staates Papua-Neuguinea.